# Heliconius eratosignis
Heliconius eratosignis is een vlinder uit de familie Nymphalidae. De wetenschappelijke naam van de soort is voor het eerst geldig gepubliceerd in 1925 door James John Joicey en George Talbot.